# اینجیک‌لی (امیرداغ)
اینجیک‌لی (به ترکی استانبولی: İncik) یک منطقهٔ مسکونی در ترکیه است که در امیرداغ واقع شده‌است.